# Châtres-sur-Cher
Châtres-sur-Cher – miejscowość i gmina we Francji, w Regionie Centralnym, w departamencie Loir-et-Cher.
Według danych na rok 1990 gminę zamieszkiwały 1074 osoby, a gęstość zaludnienia wynosiła 30 osób/km² (wśród 1842 gmin Regionu Centralnego Châtres-sur-Cher plasowała się wtedy na 365. miejscu pod względem liczby ludności, natomiast pod względem powierzchni na miejscu 231.).